# Bristol Cars
Bristol Cars was een fabrikant van luxeauto's, die gevestigd is in Filton nabij Bristol (Engeland). In maart 2011 ging het bedrijf failliet, maar in april werd het overgenomen door Kamkorp Autokraft, ook eigenaar van Frazer-Nash. In mei 2020 ging het bedrijf opnieuw failliet en werd het beëindigd.
Bristol produceerde voertuigen in kleine aantallen. Het bedrijf had geen dealerschappen; alleen een kleine eigen showroom in Kensington High Street in Londen.

## Geschiedenis

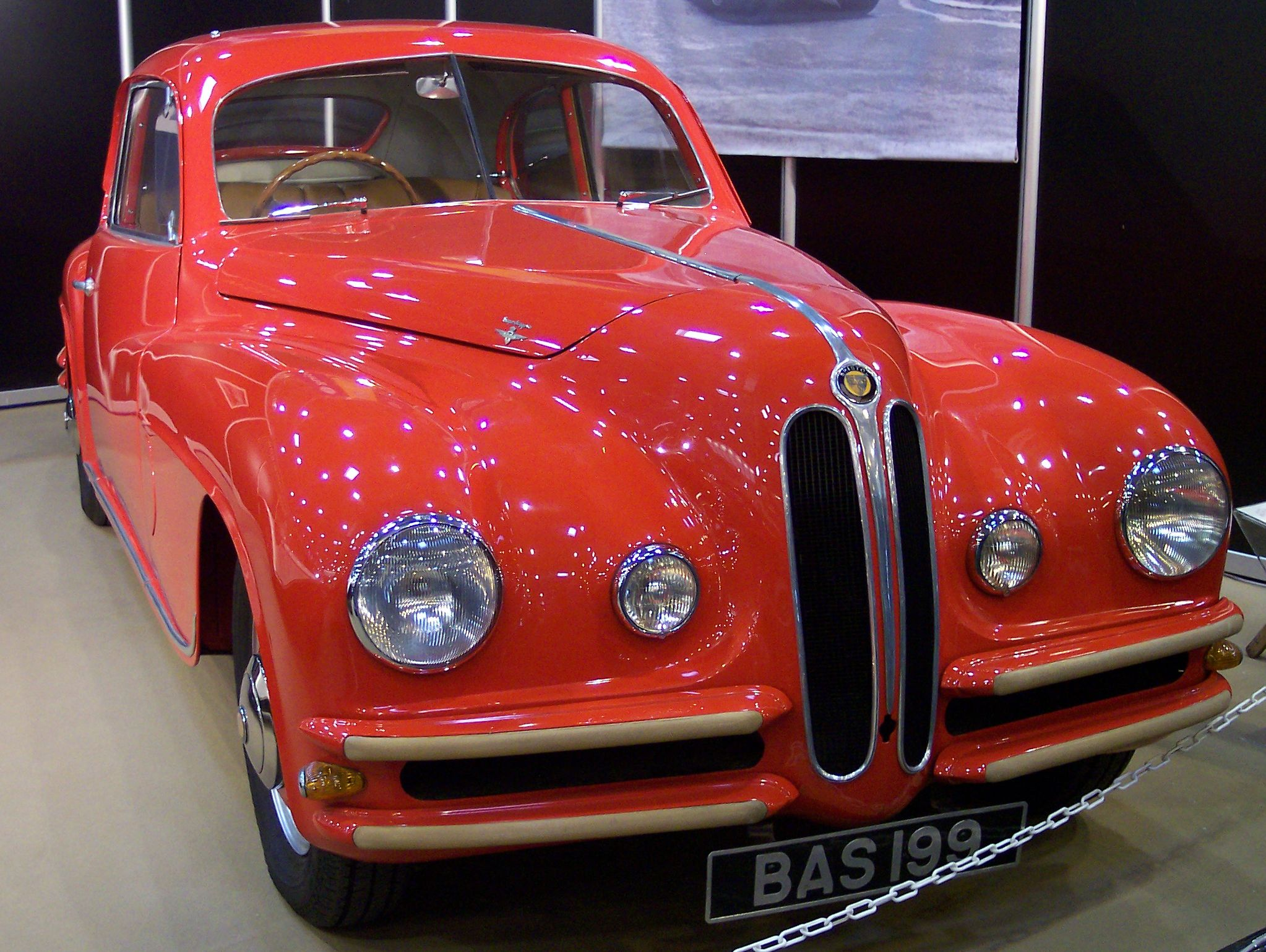
Bristol 401

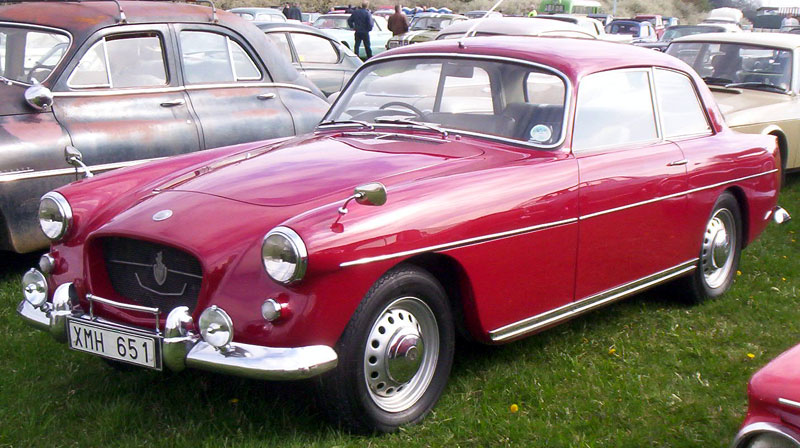
Bristol 407 met Chrysler motor

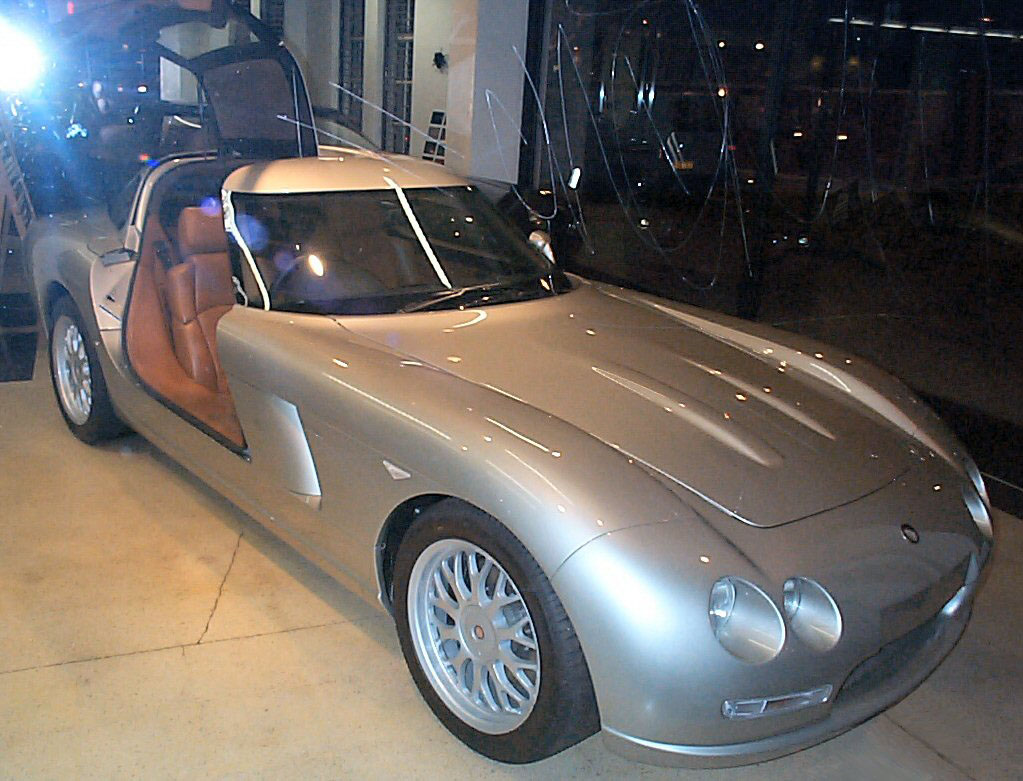
Bristol Fighter uit 2004

Bristol Cars werd opgericht in 1946 als onderdeel van de Bristol Aeroplane Company nadat medewerkers van dat bedrijf beslag hadden weten te leggen op constructietekeningen van de nieuwste BMW-modellen, nadat de geallieerden de platgebombardeerde BMW-fabrieken in München hadden bezocht.
De eerste auto die het levenslicht zag in 1947 was de Bristol 400, die sterke gelijkenissen vertoonde met de vooroorlogse BMW's. De carrosserie vertoonde veel overeenkomsten met de BMW 327, terwijl de motor en de wielophanging erg veel leken op onderdelen van de BMW 328 en de BMW 326. Zelfs de beroemde BMW-grille was één op één overgenomen.De Bristol 401 was voorzien van een zelf ontwikkelde aerodynamische carrosserie, die ook voor de 402 (cabriolet) en 403 werd gebruikt. De 404 was een echte tweezitter. Kenmerkend was de grille, die iets weg had van de luchthapper van de oude vliegtuigmotoren. De 405 was de enige Bristol met 4 portieren. Ook de 406 had eenzelfde vormgeving en was voorzien van de 2,2 liter versie van de zescilindermotor.
Tot 1961 waren alle Bristol-motoren doorontwikkelingen van de BMW 6-cilinder in 2- of 2,2-litervarianten. Deze motoren waren zeer krachtig en duurzaam en werden behalve door Bristol ook gebruikt door veel andere kleine autofabrikanten, zoals AC, Cooper, Frazer-Nash, Kieft, Lister Cars, Lotus, Tojeiro en Warrior.
Met de introductie van de Bristol 407 (feitelijk een 406-carrosserie) in dat jaar werd echter de overstap gemaakt naar een Chrysler V8-motor.
Er zijn verschillende fabrikanten geweest die op basis van een Bristol-chassis een eigen carrosserie hebben gebouwd. Belangrijk waren Zagato, Farina, Abbot, Beutler en Touring. De Amerikaan Arnolt heeft zelfs een kleine serie tweezitters op de markt gebracht.
Bristol had een aanzienlijke erelijst op racegebied en boekte grote successen tijdens de langeduurwedstrijden in Le Mans en Reims. Ook andere fabrikanten zijn succesvol geweest met raceauto's die voorzien waren van een Bristol motor. Vooral AC Ace en Frazer Nash namen succesvol deel aan allerhande races.
In maart 2011 werd bekend dat Bristol failliet was, en dat gezocht werd naar een nieuwe geldschieter. Eind april 2011 werd gemeld dat het ingenieursbureau Frazer Nash (gevestigd in Bristol) Bristol Cars had overgenomen. De gevolgen daarvan voor de activiteiten van Bristol waren onduidelijk. Na een nieuw faillissement werd hBristol in mei 2020 opgeheven.
In het voorjaar van 2015 werd bekendgemaakt dat ter gelegenheid van de 70e verjaardag van het merk een nieuw model zou worden gebouwd, voorzien van een BMW motor.

## Personenauto modellen
- Bristol 400 1947-1950
- Bristol 401 1948-1953
- Bristol 402 1949-1950
- Bristol 403 1953-1955
- Bristol 404 1953-1954
- Bristol 405 1955-1958
- Bristol 406 1958-1961
- Bristol 407 1961-1963
- Bristol 408 1964-1965
- Bristol 409 1966-1966
- Bristol 410 1967-1969
- Bristol 411 1970-1976
- Bristol 412/Beaufighter 1975-1994
- Bristol 603 1976-1982
- Bristol Britannia 1982
- Bristol Blenheim 1994-1997
- Bristol Blenheim 2 1998-1999
- Bristol Blenheim 3 1999-..
- Bristol Fighter 1999-..
- Bristol Blenheim Speedster 2003-2011
- Bristol Bullet 2016 (slechts één gebouwd)